# Aeropuerto de Contamana
El Aeropuerto de Contamana (OACI: SPCM) es un aeropuerto que sirve el río Ucayali ciudad de Contamana, en la Región Loreto de Perú. La pista es de 8,7 kilómetros (5,4 millas) al oeste de la ciudad, en el lado opuesto del río Marañón.
El radiofaro no direccional de Contamana  (Ident: ANA.) Se encuentra dentro de la ciudad, a 1,5 kilómetros (0,93 millas) al suroeste de la pista.

## Aerolíneas y destinos

### Aerolíneas
| Aerolíneas      | Ciudades                 | Aeronave            | Alianza |
| --------------- | ------------------------ | ------------------- | ------- |
| Saeta 1 destino | Nacionales: (1) Pucallpa | Beechcraft King Air | N/A     |

### Destinos nacionales
| Ucayali (1 destino, 1 aerolínea) |                                                            |       |
| Pucallpa                         | Aeropuerto Internacional Capitán FAP David Abensur Rengifo | Saeta |